# Hiri motu
Pour les articles homonymes, voir Motu (homonymie).
Le hiri motou (signifiant la langue du commerce (hiri) du peuple des Motous) ou hiri motu (autrefois police motou, le motou de la police) est l'une des trois langues officielles de Papouasie-Nouvelle-Guinée, avec l'anglais et le tok pisin. C'est un pidgin basé essentiellement sur le motu. Cependant, bien que le vocabulaire soit très similaire entre les deux langues, les différences grammaticales et phonologiques rendent l'intercompréhension impossible.
Tandis que le motou est parlé par environ 15 000 personnes en tant que langue maternelle et en forte régression, le hiri motou est une langue véhiculaire non maternelle principalement présente dans la région de la capitale et est parlée en tant que langue seconde par environ 180 000 locuteurs selon le recensement du pays effectué en l'an 2000, ce qui représente 5 % de la population du pays.